# رادوجني (أوكروغ خانتي)
رادوجني، أوكروغ خانتي - مانسي الذاتية (الروسية: Радужный) هي إحدى مدن روسيا في الكيان الفدرالي الروسي أوكروغ خانتي - مانسي الذاتية.